# 25-та гренадерська дивізія СС «Гуняді» (1-ша угорська)
25-та гренадерська дивізія СС «Гуняді» (1-ша угорська) (нім. 25. Waffen-Grenadier-Division der SS „Hunyadi“ (ungarische Nr. 1)) — з'єднання, гренадерська дивізія у складі військ Ваффен-СС Третього Рейху. Створена 2 листопада 1944 року з угорських добровольців-військовослужбовців. Дивізія названа на честь Яноша Гуняді (угор. Hunyadi János; 1387—1456) — видатного угорського військового і політичного діяча, воєводи Трансільванії, генерала і регента угорського королівства.

## Командування

### Командири
- СС штандартенфюрер Томас Мюллер (нім. Thomas Müller) (листопад 1944);
- СС групенфюрер Йожеф Грашші (нім. Josef Grassy) (листопад 1944 — 8 травня 1945).

## Райони бойових дій
- Угорщина та Австрія (листопад 1944 — травень 1945).

## Відео
- Hunyadi SS hadosztály indulója[недоступне посилання з лютого 2019]